# اسم من آنتونی گونسالوز است
اسم من آنتونی گونسالوز است (به هندی: My Name Is Anthony Gonsalves) فیلمی محصول سال ۲۰۰۸ و به کارگردانی ایشوار نیواس است. در این فیلم بازیگرانی همچون نیخیل دویود، آمریتا رایو، میتون چاکرابورتی، پاوان مالهوترا، انوپم کهیر، ماکش تیواری، آنیل کاپور، لیلیت دوبی، جاوید شیخ، پریانکا چوپرا و هیریشتا بهات ایفای نقش کرده‌اند.